# 掃討
| ウィキペディアには「掃討」という見出しの百科事典記事はありません（タイトルに「掃討」を含むページの一覧/「掃討」で始まるページの一覧）。 代わりにウィクショナリーのページ「掃討」が役に立つかもしれません。 |